# Flesh and Fury
Flesh and Fury é um filme de drama estadunidense dirigido por Joseph Pevney e estrelado por Tony Curtis, Jan Sterling e Mona Freeman. Foi lançado em 26 de junho de 1952 pela Universal Pictures.

## Elenco
- Tony Curtis ...Paul Callan
- Jan Sterling ...Sonya Bartow
- Mona Freeman ...Ann Hollis
- Wallace Ford ...Jack 'Pop' Richardson
- Connie Gilchrist ...Sra. Richardson
- Katherine Locke ...Sra. Hollis
- Harry Shannon ...Mike Callan
- Louis Jean Heydt ...Whity
- Tom Powers ...Andy Randoph
- Nella Walker ...Sra. Hackett
- Harry Guardino ...Lou Callan
- Joe Gray ...Cliff
- Harry Ravan ...Murphy
- Ted Stanhope ...Maris